# Sonja Margolina
Sonja Margolina (russisch Соня Марголина; * 1951 in Moskau) ist eine russisch-deutsche Publizistin und Schriftstellerin.

## Leben
Sonja Margolina wurde in eine jüdisch gläubige Familie geboren. Nach dem Studium der Biologie und Ökologie an der Moskauer Lomonossow-Universität wurde sie 1981 in Biologie promoviert. Seit 1986 lebt sie als freie Publizistin in Berlin. Sie ist mit dem Historiker Karl Schlögel verheiratet. Im Oktober 1991 erhielt Margolina in Klagenfurt den Preis des Landes Kärnten für internationale Publizistik. Sie ist Beiratsmitglied des Netzwerks für Osteuropa-Berichterstattung n-ost.

## Positionen

### Judentum und Oktoberrevolution
Sonja Margolina hat in ihrem kontrovers diskutierten Werk Das Ende der Lügen ihre Interpretation der Rolle russischer Juden in der Oktoberrevolution dargelegt. Dieses Buch wurde von einigen Historikern kritisch diskutiert – unter anderem auch von Juliane Wetzel, die Margolina vorwirft, den Juden die Schuld an Sowjet-Kommunismus und damit letztlich auch am Antisemitismus zu geben.
Margolina verfasst sozio-politische Artikel in der Zeitschrift Internationale Politik der Deutschen Gesellschaft für Auswärtige Politik. Mehrmals veröffentlichte sie Aufsätze in der Zeitschrift Merkur, in der TAZ und in der Neuen Zürcher Zeitung (NZZ).

### Klimawandel
Margolina bezeichnete den Klimawandel in einem Gastkommentar der NZZ als „hochideologischen Begriff, der die Utopie der «Klimarettung» zum Ziel des politischen Handelns und zum moralischen Gebot erhoben hat“ und lobte die Anweisung des US-Präsidenten Donald Trump ans US-Ministerium für Landwirtschaft, den Begriff zu streichen, als „Widerschein der Vernunft“ mit folgenden Worten: „Mag sein, dass ausgerechnet diesem schlechtesten US-Präsidenten aller Zeiten die Rolle eines Mephisto zufällt, der das Böse will und ungewollt das Gute schafft.“ Ähnlich argumentierte sie in einem Artikel des Monatsmagazins Cicero, für das sie ebenso schreibt wie für den Autoren-Blog Starke Meinungen. 2019 veröffentlichte sie einen kritisch rezipierten Blog-Beitrag mit dem Titel Bekenntnisse einer Klimaleugnerin. 2020 wurde das Wort Klimahysterie zum Unwort des Jahres 2019 gewählt, das Margolina bereits im Titel ihres 1995 erschienenen Buchs Die gemütliche Apokalypse verwendet hatte.

### Ukraine-Konflikt
Im Juni 2014 nannte sie die Ukraine ein echtes zweisprachiges Land: „Wer sich auf Auge und Ohr verlässt, gelangt zur Vermutung, dass Ukrainisch in Kiew immer noch eine Minderheitensprache ist.“ Die Wut auf Russland als Drahtzieher auf der Krim und im Donbass habe sich noch nicht auf ihre Sprache übertragen, was sich aber ändern könne. Zu Russland zitierte sie im Jahr 2018 Tatjana Stanowaja und damit die stillschweigende Wahl Putins zum «woschd», zum Führer, einem Titel, den zuletzt Stalin trug. Im Gegensatz zu Stalin, der das Gedenken an das menschliche Leid im Zweiten Weltkrieg zu verbergen suchte, werde im Propagandataumel des modernen Russland dessen Sieg zur patriotischen Klammer des Landes.

## Werke
- Rußland verstehen. Rowohlt, Berlin 1991, ISBN 3-87134-103-7 (= Kursbuch, Heft 103).
- Das Ende der Lügen. Rußland und die Juden im 20. Jahrhundert. Siedler, Berlin 1992, ISBN 3-88680-449-6.
- Die Fesseln der Vergangenheit: Russisches Denken nach der Perestroika. Hrsg. von Sonja Margolina. Fischer-Taschenbuch-Verlag, Frankfurt am Main 1993, ISBN 3-596-11610-4.
- Rußland. Die nichtzivile Gesellschaft. Rowohlt, Reinbek bei Hamburg 1994, ISBN 3-499-13424-1.
- Die gemütliche Apokalypse: Unbotmäßiges zu Klimahysterie und Einwanderungsdebatte in Deutschland. Siedler, Berlin 1995, ISBN 3-88680-546-8.
- Wodka: Trinken und Macht in Russland. wjs, Berlin 2004, ISBN 3-937989-03-X.
- Brandgeruch. Roman. Berlin Verlag, Berlin 2011, ISBN 978-3-8270-1046-9.
- Kaltzeit – Ein Klimaroman. CreateSpace Independent Publishing Platform, 2013, ISBN 978-1-493-76965-0.